# Ратамоса (Техас)
Ратамоса (англ. Ratamosa) — переписна місцевість (CDP) в США, в окрузі Камерон штату Техас. Населення — 197 осіб (2020).

## Географія
Ратамоса розташована за координатами 26°11′58″ пн. ш. 97°50′40″ зх. д. / 26.19944° пн. ш. 97.84444° зх. д. (26.199333, -97.844568).  За даними Бюро перепису населення США в 2010 році переписна місцевість мала площу 5,16 км², з яких 5,13 км² — суходіл та 0,03 км² — водойми.

## Демографія
Згідно з переписом 2010 року, у переписній місцевості мешкали 254 особи в 84 домогосподарствах у складі 69 родин. Густота населення становила 49 осіб/км².  Було 98 помешкань (19/км²).
Расовий склад населення:
| - 99,6 % — білих |

До двох чи більше рас належало 0,4 %. Частка іспаномовних становила 73,2 % від усіх жителів.
За віковим діапазоном населення розподілялося таким чином: 28,3 % — особи молодші 18 років, 51,2 % — особи у віці 18—64 років, 20,5 % — особи у віці 65 років та старші. Медіана віку мешканця становила 39,2 року. На 100 осіб жіночої статі у переписній місцевості припадало 96,9 чоловіків;  на 100 жінок у віці від 18 років та старших — 93,6 чоловіків також старших 18 років.
Цивільне працевлаштоване населення становило 60 осіб. Основні галузі зайнятості: освіта, охорона здоров'я та соціальна допомога — 100,0 %.